# Lago Coyuca
O Lago Coyuca fica localizado no México, perto de Acapulco.